# 黄少安
黄少安（1962年—2024年11月11日），湖南省洞口县人，经济学家，山东大学经济研究院院长、教授，主要从事研究产权理论、企业理论等方面的研究工作。著有《产权经济学导论》，入选中华人民共和国教育部第八批"长江学者"特聘教授。